# Charles Williams (Schriftsteller, 1886)

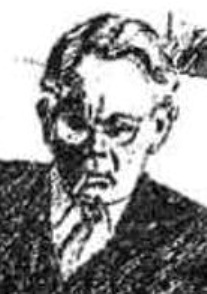
Charles Williams, Porträt von Anne Spalding (1911–1948)

Charles Walter Stansby Williams (* 20. September 1886 in London; † 15. Mai 1945 in Oxford) war ein britischer Schriftsteller und Mystiker.

## Leben
Williams wurde 1908, 22-jährig, Lektor bei Oxford University Press und behielt diese Stellung, hochgeschätzt und beliebt, bis zu seinem Tod. Daneben entfaltete er ab 1912 eine umfangreiche literarische Tätigkeit. Er veröffentlichte Anthologien, Vorworte und zahllose Rezensionen sowie über dreißig Bände Gedichte, Schauspiele, Literaturkritik, Romane, Biografien und theologische Abhandlungen. Er galt als brillanter Konversierer. Er hielt Vorlesungen über englische Literatur in Abendschulen und später an der Universität Oxford. Diese verlieh ihm 1943 den Titel MA ehrenhalber.
In Williams’ Denken verband sich christliche Frömmigkeit, praktiziert in der anglikanischen Kirche, mit einem weiten, jeden Zweifel wertschätzenden Horizont. „Romantische“ Liebe und das Bewusstsein der Zusammengehörigkeit aller Menschen waren ihm die beiden Schlüssel zur spirituellen Erfahrungsebene.
Er war sowohl Mitglied des christlichen Literatenkreises der Inklings als auch der Fellowship of the Rosy Cross, eines Ablegers des Hermetic Order of the Golden Dawn. Er gilt als Begründer der Urban Fantasy; literarisch steht sein Werk dem Arthur Machens näher als J. R. R. Tolkiens, einem weiteren Mitglied der Inklings. Zu seinem Freundeskreis zählte insbesondere der Autor C. S. Lewis.
Williams war seit 1917 verheiratet mit Florence geb. Conway. Das Paar hatte einen Sohn. Sein Grab sowie das seiner Frau und seines Sohnes ist auf dem St. Cross Churchyard in Holywell, City of Oxford.

## Werke (Auswahl)
- 1930 War in Heaven (dt. Krieg im Himmel)
- 1931 Many Dimensions (dt. Der Stein der Weisheit)
- 1931 The Place of the Lion (dt. Die Stätte des Löwen)
- 1932 The Greater Trumps (dt. Die Trumpfkarten des Himmels)
- 1933 Shadows of Ecstasy
- 1936 Thomas Cranmer of Canterbury
- 1937 Descent into Hell
- 1938 He Came Down from Heaven
- 1939 The Descent of the Dove
- 1945 All Hallows’ Eve